# サシン経営大学院
サシン経営大学院（英語正式名称：Sasin Graduate Institute of Business Administration of Chulalongkorn University）は、タイ王国バンコク中心部にキャンパスを構えるチュラロンコン大学の経営大学院（ビジネススクール）である。サシンビジネススクール、もしくはサシン（Sasin）とも呼ばれる。提供される学位の多くが、ケロッグ経営大学院とのジョイントディグリーである点が特徴的で、特にマーケティングとファイナンスの分野に強みを持っている。
2010年はじめにはAACSBとEQUIS（欧州品質改善システム）から、国際水準のビジネススクールとしての認証を受けた。これはタイのビジネススクールでは初めての快挙であり、この二つの認証機関からの認証は日本でも慶応ビジネススクールと名商大ビジネススクールだけである。さらにサシンはアジア太平洋ビジネススクール協会(AAPBS)のカウンシルメンバーでもある。
2014年7月からケロッグ経営大学院とINSEADで学長を務めたDipak C. Jain教授が2代目のサシン学長に就任した。

## 沿革
サシン経営大学院は、チュラロンコン大学の独立運営大学院大学のロールモデルとして1982年に設立されたアジアで最も古いビジネススクールの一つである。米国ノースウェスタン大学ケロッグ経営大学院および米国ペンシルベニア大学ウォートン・スクールとの学術協定によって設立され、近年の欧米とアジアのビジネスクール連携の先駆けである。サシンという名称はサンスクリット語で「うさぎの王様」を意味しており、現国王ラマ9世によって命名された。教授陣は全てケロッグ経営大学院の教授会の審査を受け、AACSBやEQUISなどの国際認証に耐えうる研究者と実務経験者を配置している。同時に、教員の半数以上は、ケロッグとウォートンから派遣されており、マーケティング、ファイナンス、起業家教育ではアジア最高レベルの評価を得ている。なお、チュラロンコン大学には、独自の国内向けMBAプログラム（チュラロンコンビジネススクール）があるが、教員、学生の選抜方法、入試難易度、使用言語、キャンパスともに、サシンとは全く異なるものである。サシンの授業は、すべて英語で行われ、毎年、入学者の約半数は海外の学位を保有している。全アジア・オセアニア地域におけるビジネススクール・ランキングでは常に10位以内にランクされ、日本からも多くの留学生を受け入れている。企業とのつながりも強く、2013年現在のアドバイザリーボードには、バンコク銀行会長、カシコン銀行CEO、サイアム商業銀行社長、トヨタタイランド社長、PPT社長、サイアムセメントCEO、メルセデスベンツ（タイランド）社長、ロレアル（タイランド）社長、シェル石油（タイランド）会長などが名を連ねている。

## プログラム
サシン経営大学院では、MBA、EMBA、HRM、HRM ディプロマ、PhDなどの学位プログラムを有しており、正規生として、毎年約700名が在籍している。この他にも、多くの企業研修や科目履修プログラムがあり、ケロッグ経営大学院とのジョイントプログラムであるシニア・エグゼクティブプログラムは、インラック首相を始め、多くの政財界の重鎮が修了している。提携ビジネススクールから、多くの学生がサシンに派遣されており、学内の雰囲気は非常に国際的である。この他にビジネス英語講座なども提供されている。
- Sasin/Kellogg PhD Program in Marketing and Finance
- Master of Business Administration (MBA)
- Master of Management, MM (Executive MBA)
- Human Resource Management (HRM) M.Sc. and Diploma
- Executive Education Programs (Exec Ed), and the Senior Executive Program (SEP)
- Business Communication Programs, by the Sasin Center for Business Communication (CBC).

交換留学ネットワーク(Selected)
- ケロッグ経営大学院, ノースウェスタン大学 (米国)
- ウォートン・スクール, ペンシルベニア大学 (米国)
- マーシャル経営大学院, 南カリフォルニア大学 (米国)
- ジョンソン経営大学院, コーネル大学 (米国)
- シュリック経営大学院, ヨーク大学 (カナダ)
- マンチェスター・ビジネス・スクール, マンチェスター大学 (英国)
- エセック経済商科大学院大学 (フランス)
- HEC経営大学院 (フランス)
- ボッコーニ経営大学院, ボッコーニ商科大学 (イタリア)
- ロッテルダム経営大学院, エラズマス大学 (オランダ)
- 国際大学 (日本)
- 慶応ビジネススクール, 慶應義塾大学 (日本)
- 早稲田ビジネススクール, 早稲田大学 (日本)
- 明治ビジネススクール（日本）

## 起業家教育
サシン経営大学院では、起業家教育に力をいれ、現在ではアジア有数の起業家育成校としての名声を高め、世界各地で行われるビジネスプランコンペティションでは、常に欧米トップスクールと競合する数少ないアジア地域の経営大学院として認知されている。
　過去5年間をみても、優れた戦績を残しており、特に2013年度は、4月に行われた米国（New Venture Championship：NVC）とカナダ（Stu Clark Investment Competition）の大会で優勝しており、NVCでは、スタンフォード大学と優勝を分け合った。また、世界最大規模のビジネスプランコンペティションのひとつであるライスビジネスプランコンペティション（RBPC）では、400チーム中、7位という成績を収めた。この大会には、スタンフォード大学、ノースウェスタン大学、シカゴ大学、ケンブリッジ大学、南カリフォルニア大学など、世界的な強豪校が参加しており、優勝はサシンの提携校であるノースウェスタン大学（ケロッグ経営大学院）であった。

## 教授陣
授業は欧米トップスクール（例えば、ケンブリッジ大学、オックスフォード大学、インペリアル・カレッジ・ロンドン、ロンドン・ビジネススクール、イエール大学, ケロッグ経営大学院、カーネギーメロン大学、カリフォルニア大学, ミシガン大学など）の博士号を保有し、かつ厳選なケロッグの教授会の審査をパスした20名ほどのフルタイム・ファカルティーに加えて、ウォートン・スクール、ケロッグの両校からの招聘教授によって担当される。

## サシンの修了生ならびに在学生
およそ30年の歴史をもつサシンの経営管理者育成プログラムの修了生の進路は、タイ産業界、政界、学界など多岐にわたる。現在では、修了生の多くがタイ国内において大変な影響力を有する地位についており、大臣クラスから上場企業の経営者まで含まれている。2013年現在では、キティラット副首相兼財務大臣、ソンブーンDKSH（タイランド）社長、ウィン・サハビリア鉄鋼CEOなどがいる。
サシンの学生の能力は高く、また多くが学部時代を欧米で過ごしている。たとえば、過去2年（2007年度と2008年度）の学生の出身校を見てみると、オックスフォード大学、ハーバード大学、ミシガン大学、ウィスコンシン大学（マディソン校）、ロチェスター大学、カリフォルニア大学（バークレー校）、ペンシルベニア大学、カーネギーメロン大学、ウォーリック大学、メルボルン大学、LSE、コロンビア大学などがある。

## 日本との関わり
これまでおよそ70名の日本人ビジネスリーダーを輩出する。過去5年間の日本人学生の出身校は、東京大学、京都大学、北海道大学、東京工業大学、東京外国語大学、横浜国立大学、神戸大学、慶應義塾大学、早稲田大学、明治大学、中央大学、上智大学、同志社大学など。日本の提携ビジネススクールは慶應ビジネススクールと国際大学の2校、更に明治大学専門職大学院と提携している。さらにサシンの100名以上のタイ卒業生は日系企業の主要管理職として勤務している。たとえば、ソニー、日本ペイント、野村證券、東芝、丸紅、三菱自動車、トヨタ自動車、旭硝子、住友商事、資生堂、ホンダなど。

## サシン日本センター
サシン日本センター（SJC）は日本とタイの関係深耕を目的として設立された機関で、研究、教育、コンサルティングを事業ドメインとしている。それぞれのドメインで大学や公的機関（たとえば、Mekong Instituteなど）、コンサルティング会社と連携している（たとえば、日本能率協会コンサルティング（JMAC）タイランド、CDIなど）。研究では、外部機関（政府系含む）からの受託研究、コンサルティングでは、日系上場企業のフィージビリティ調査（市場規模の推計、潜在顧客の把握など）、人事評価制度のレビュー、また最近は中小企業のクラスター進出支援などにも力をいれている。教育では、現地法人の幹部向けに無料セミナーを開催したり、カスタムプログラムとして、日系企業の若手幹部教育を展開している。